# Simpang Empat
Simpang Empat – miasto w Malezji w stanie Perak. W 2000 roku liczyło 44 934 mieszkańców.